# Championnats de Tunisie d'athlétisme 2003
Navigation
2002 2004
Les championnats de Tunisie d'athlétisme 2003 sont une compétition tunisienne d'athlétisme se disputant en 2003. Cette édition enregistre une participation massive des clubs. Vingt parmi eux remportent des médailles chez les hommes et 17 chez les dames. Le record du 5 000 m dames est battu par Soulef Bouguerra, alors que Heba Cherni améliore celui du lancer du marteau juniors filles.
Au niveau des clubs, le Club sportif de la Garde nationale est premier aussi bien chez les hommes que chez les dames ; il devance respectivement l'Association sportive militaire de Tunis (neuf titres contre cinq) et la Zitouna Sports (quatre titres contre trois).

## Palmarès
| Discipline             | Hommes                             | Hommes          | Femmes                             | Femmes          |
| ---------------------- | ---------------------------------- | --------------- | ---------------------------------- | --------------- |
| 100 m                  | Chokri Anane                       | 11 s 4          | Khouloud Ghorbal                   | 12 s 81         |
| 200 m                  | Sofiane Labidi                     | 21 s 55         | Awatef Ben Hassine                 | 24 s 76         |
| 400 m                  | Ridha Ghali                        | 48 s 44         | Maha Chaouachi                     | 57 s 19         |
| 800 m                  | Taoufik Turki                      | 1 min 52 s 10   | Abir Nakhli                        | 2 min 13 s 85   |
| 1 500 m                | Lotfi Turki                        | 3 min 44 s 86   | Abir Nakhli                        | 4 min 18 s 11   |
| 5 000 m                | Ridha Amri                         | 14 min 4 s 65   | Soulef Bouguerra                   | 15 min 59 s 98  |
| 10 000 m               | Ali Mejri                          | 30 min 17 s 28  | Amina Chaâban                      | 38 min 35 s 26  |
| 100 m haies            |                                    |                 | Housseina Dridi                    | 14 s 6          |
| 110 m haies            | Hamdi Mhirsi                       | 14 s 52         |                                    |                 |
| 400 m haies            | Kamel Tabbal                       | 52 s 36         | Aïda Chaâban                       | 61 s 63         |
| 3 000 m steeple        | Lotfi Turki                        | 8 min 43 s 26   | Malika Ghariani                    | 10 min 55 s 8   |
| Relais 4 × 100 mètres  | Athletic Club de Sousse            | 42 s 97         | Club sportif de la Garde nationale | 50 s 31         |
| Relais 4 × 400 mètres  | Club sportif de la Garde nationale | 3 min 16 s 74   | Avenir sportif de Sidi Bouzid      | 3 min 59 s 29   |
| Saut en longueur       | Hamdi Dhouibi                      | 7,25 m          | Fatma Ferjani                      | 5,41 m          |
| Triple saut            | Abdallah Mechraoui                 | 14,80 m         | Fatma Ferjani                      | 12,10 m         |
| Saut en hauteur        | Skander Jaghmoum                   | 2 m             | Karima Ben Othman                  | 1,60 m          |
| Saut à la perche       | Béchir Zaghouani                   | 5 m             | Nadia Belkhir                      | 3,60 m          |
| Lancer du poids        | Mohamed Meddeb                     | 16,77 m         | Amel Ben Khaled                    | 15,50 m         |
| Lancer du disque       | Hatem Kbaïer                       | 49,93 m         | Monia Kari                         | 54,63 m         |
| Lancer du marteau      | Saber Souid                        | 58,14 m         | Heba Cherni                        | 45,04 m         |
| Lancer du javelot      | Maher Ridene                       | 68,66 m         | Neila Chaâbani                     | 43,80 m         |
| Décathlon              | Salim Madrassi                     | 5 802           |                                    |                 |
| Heptathlon             |                                    |                 | Imen Chatbri                       | 4 675           |
| Semi-marathon          |                                    |                 |                                    |                 |
| 20 km marche sur route | Karim Boudhiba                     | 1 h 40 min 35 s | Thouraya Hamrouni                  | 1 h 48 min 17 s |

## Classement par équipes
- Club sportif de la Garde nationale : treize titres et 32 podiums
- Zitouna Sports : cinq titres et onze podiums
- Association sportive militaire de Tunis : cinq titres et neuf podiums
- Athletic Club de Sousse : quatre titres et seize podiums
- Athletic Club de Nabeul : quatre titres et neuf podiums